# Абдулај Сисе
Абдулај Сисе (фр. Abdoulaye Cissé; Конакри, Гвинеја, 13. фебруар 1996) је гвинејски фудбалер који тренутно наступа за Нови Пазар. Игра на позицији штопера.

## Клупска каријера
Сисе је поникао у фудбалском клубу Фело Стар из Гвинеје. 2014. године потписује за Француски клуб Анже. Тамо је провео две сезоне играјући у њиховом резервном тиму. 2016. године, потписао је за Мартиг. 2017. године прелази у Шилтигему, где је остао до 2020. године.
Лета 2020. године, добио је позив од свог колеге из националног тима Сејдубе Суме да дође у његов тадашњи клуб, Партизан, на пробу. Иако је оставио позитиван утисак,није могао да се придружи Партизану због ограничења страних играча. Због тога се придружио Новом Пазару. Тамо је потписао уговор на једну годину.
Након једне сезоне прелази у Турску. Тамо потписује уговор са Коџаелиспором. Зиме 2022. године иде на позајмицу у Менемену. Лета 2022. године прелази у Тузласпор. У марту 2023. године напушта Тузласпор и остаје без клуба.
27. јула 2023 се враћа као слободан играч у Нови Пазар. С Новим Пазаром потписује једногодишњи уговор.

## Репрезентација
28. јула 2013. је дебитовао за Гвинеју у  утакмици против Малија. Свој први гол за Гвинеју постиже 26. јуна 2015. у пријатељској утакмици против Чадa. 
Са Гвинејом је 2015 играо у Афричком купу нација.